# Micaela Martins Jacintho
Micaela Martins Jacinto, née le 12 juin 1979 à Miracema, dans l'État de Rio de Janeiro au Brésil, est une joueuse brésilienne de basket-ball. Elle évolue durant sa carrière au poste d'ailière. 

## Palmarès
- Championne des Amériques 2003
- Finaliste du championnat des Amériques 2005
- 3e du championnat des Amériques 2007
- Championne des Amériques 2009
- Championne des Amériques 2011